# Pośrednia Sobkowa Turnia
Pośrednia Sobkowa Turnia (słow. Prostredná suchá veža) – turnia o wysokości 2256 m n.p.m. znajdująca się w Sobkowej Grani odchodzącej na zachód od wierzchołka Lodowego Szczytu w słowackich Tatrach Wysokich. Od znajdującej się na wschodzie Wielkiej Sobkowej Turni oddzielona jest siodłem Pośredniej Sobkowej Szczerbiny, a od Małej Sobkowej Turni na wschodzie oddziela ją Skrajna Sobkowa Szczerbina.
Na Pośrednią Sobkową Turnię nie prowadzą żadne znakowane szlaki turystyczne, na jej wierzchołek mają wstęp jedynie taternicy. Najdogodniejsze dla nich drogi prowadzą granią od Pośredniej lub Skrajnej Sobkowej Szczerbiny albo od południa, z Sobkowego Żlebu. Północną ścianą opadającą do Doliny Suchej Jaworowej wiodą dużo trudniejsze drogi.
Pierwsze wejścia turystyczne:
- letnie – Ferenc Barcza, Imre Barcza i Oszkár Jordán, 16 maja 1910 r.,
- zimowe – Jerzy Pierzchała, 27 kwietnia 1936 r.[3]

Być może już w latach 1895–1897 byli na szczycie austriaccy kartografowie. Witold Henryk Paryski podawał, że zmierzona przez nich wysokość 2256 m dotyczy Wielkiej lub Pośredniej Sobkowej Turni. Według atlasu satelitarnego Tatr i Podtatrza prawdziwa jest druga opcja, a Wielka Sobkowa Turnia jest o 46 m wyższa.